# Neue Aula

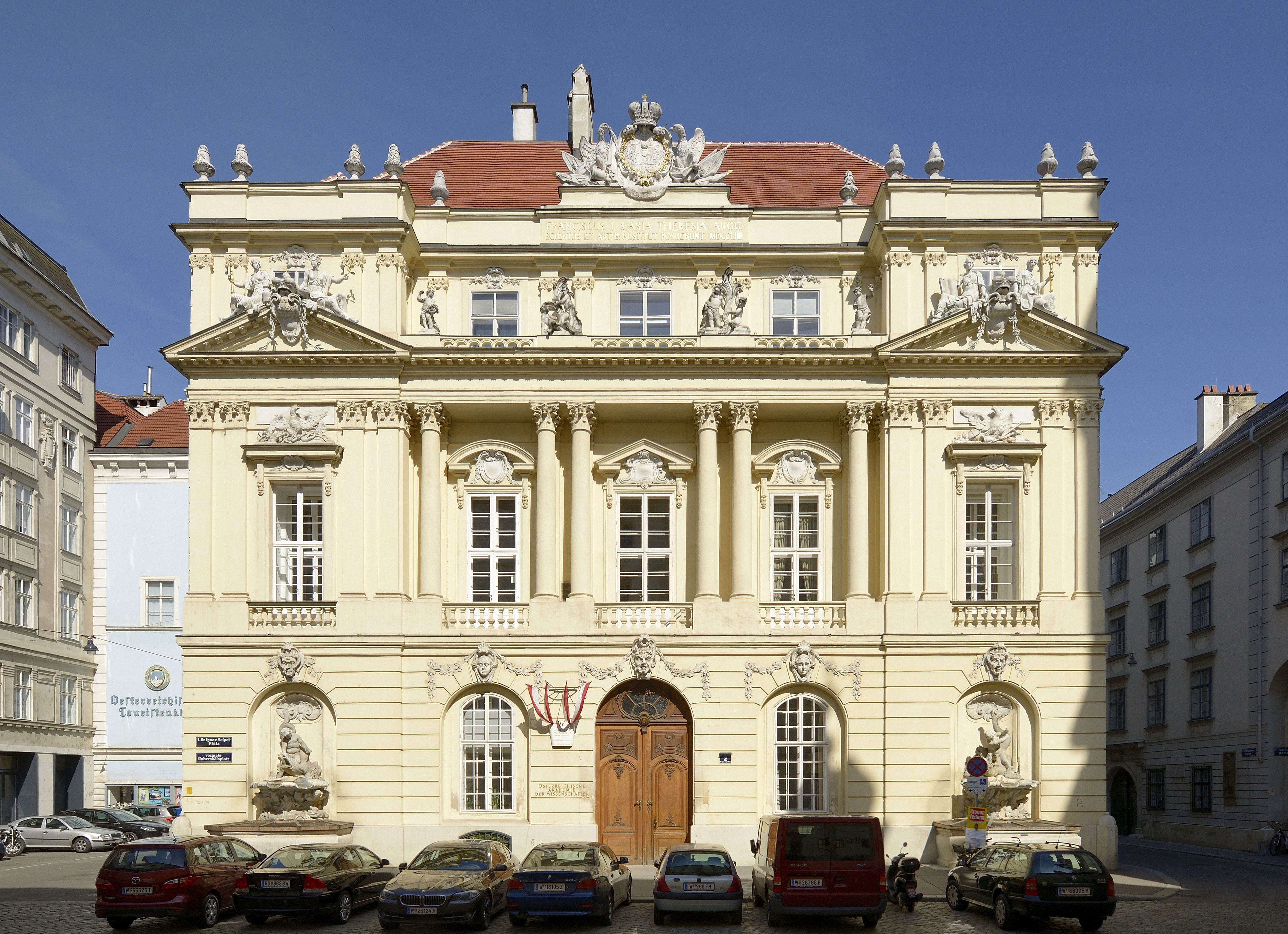
Façade principale sur la place

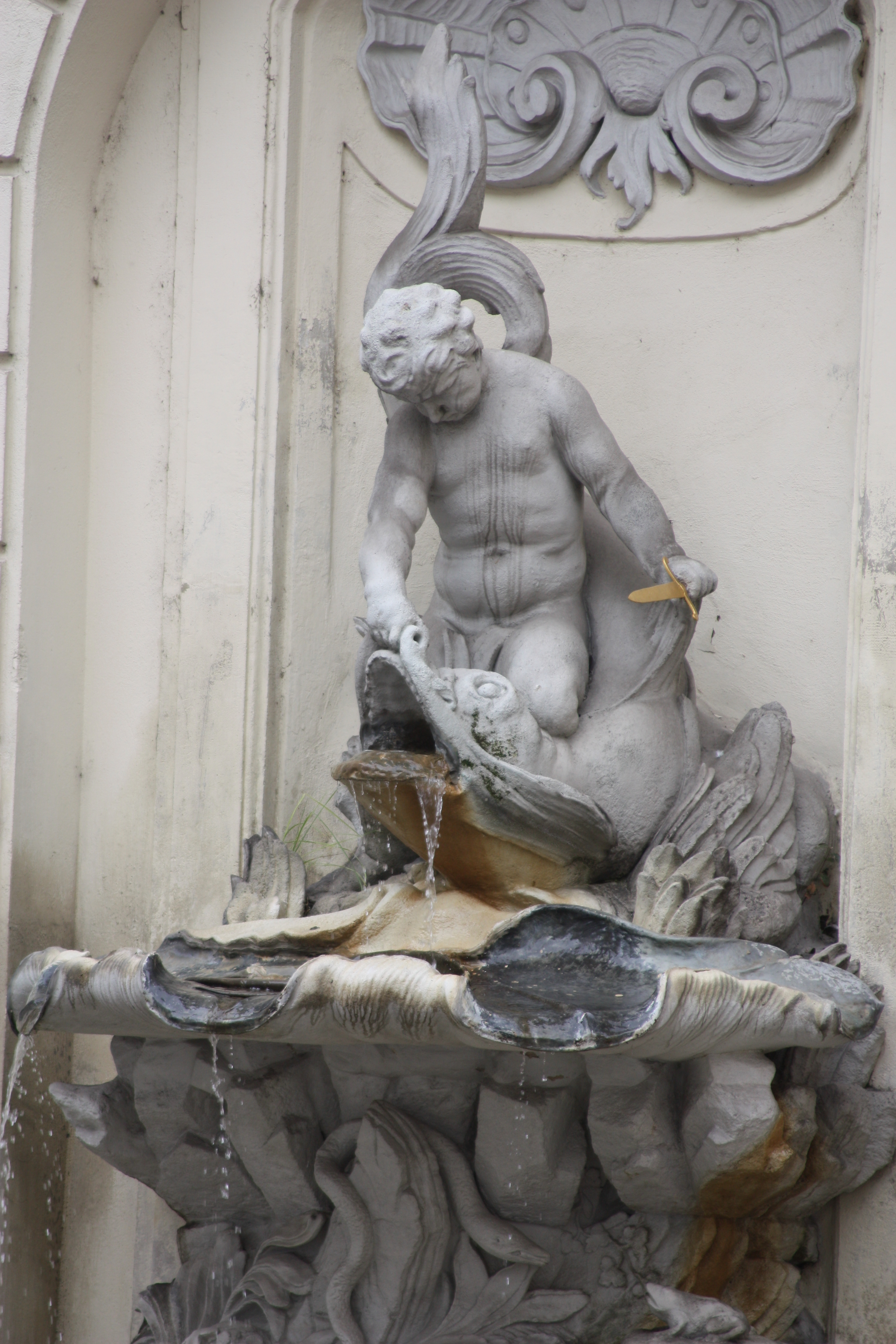
L'une des deux fontaines murales décoratives

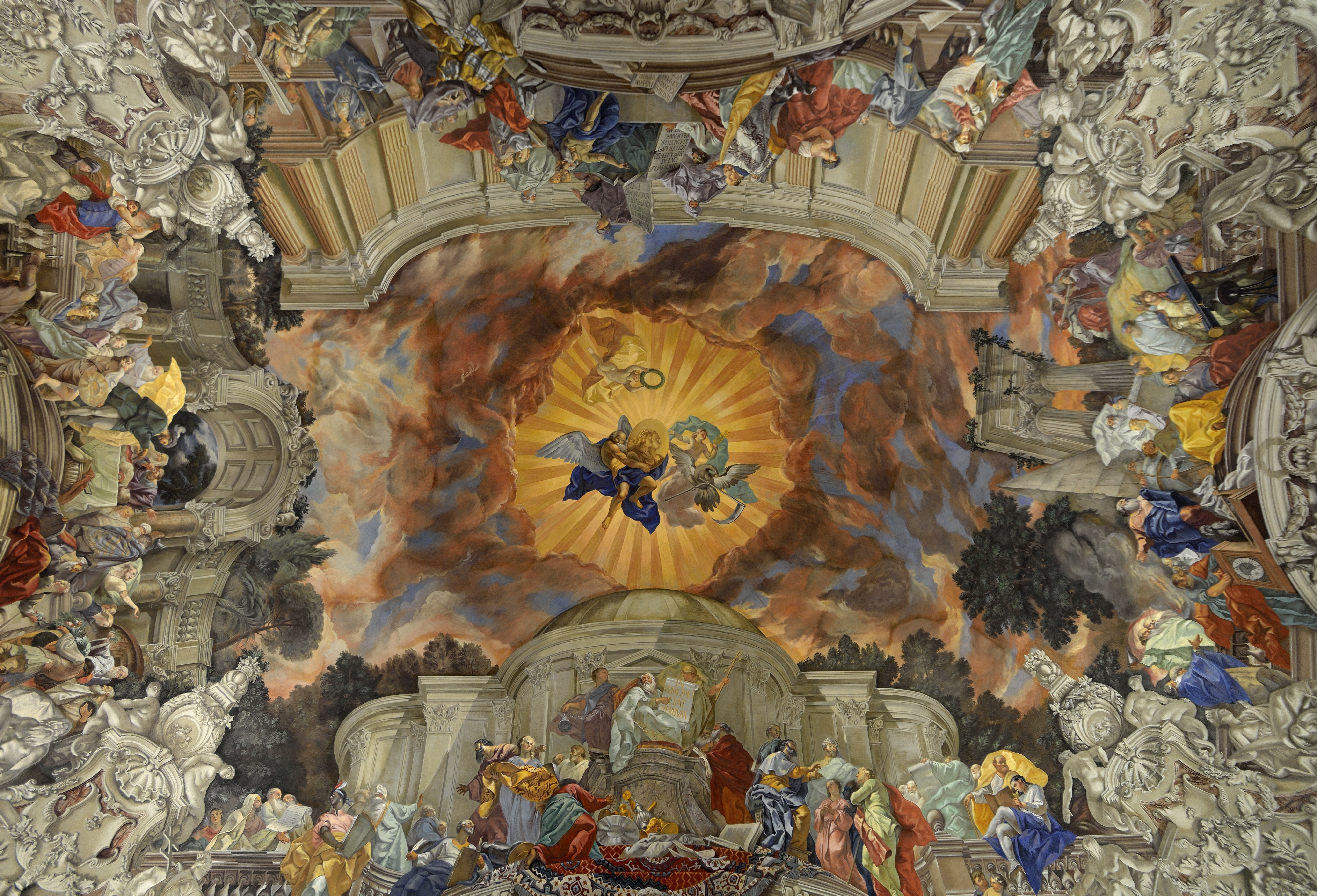
La fresque du plafond de la salle de bal

La Nouvelle Aula est un bâtiment monumental baroque-classique situé dans l'Innere Stadt à Vienne. Il est situé Dr.-Ignaz-Seipel-Platz et fait partie du complexe immobilier de l'ancienne université. Il s'agit d'un bâtiment classé. Le bâtiment est le siège officiel de l'Académie autrichienne des sciences.

## Histoire
La Neue Aula a été construite en 1753-1755 sous la direction de l'architecte lorrain Jean Nicolas Jadot de Ville-Issey. Il est considéré comme l'un des bâtiments les plus importants du règne de Marie-Thérèse, qui l'a inauguré en 1756. Le bloc cubique du bâtiment et la réduction du volume de sa surface sont considérés comme précurseurs. Les premiers travaux de restauration ont été réalisés par Nikolaus Pacassi dès 1758, et de nombreux autres ont suivi, le dernier en 2021.
La fonction originale du bâtiment était de servir de salle de réunion pour l'Université de Vienne ; il pouvait alors accueillir les quatre facultés (médecine, philosophie, théologie et droit). Il remplit cette fonction jusque dans les années 1850, lorsque le lieu fut abandonné, et en 1857 il fut repris par l'Académie.
Ce bâtiment abritait également un nouvel observatoire universitaire créé par Maximilian Hell, qui fut considérablement agrandi en 1825 (avec une double tour pour les télescopes) et qui fut opérationnel jusque dans les années 1870. En 1882, le nouvel observatoire fut ouvert à Währing, les superstructures étant alors démantelées.

## Description
La façade principale à cinq axes fait face à la place et s'inspire de l'architecture des palais français, avec une riche décoration. Au premier étage une loggia est structurée par des paires de colonnes corinthiennes.
Au premier étage se trouvent la salle de réunion, le Johannessaal et surtout la Salle de banquet (Festsaal). Des portraits des présidents des académies sont accrochés aux murs. Le Johannessaal était à l'origine destiné à servir de salle d'enseignement pour la faculté de théologie et possède donc une fresque au plafond du Baptême du Christ de Franz Anton Maulbertsch. Les parois latérales sont également peintes, certaines avec des éléments illusionnistes comme de fausses portes. Cependant, lors de la rénovation de 2021, un véritable couloir, muré depuis, a été découvert derrière l'une des fausses portes.

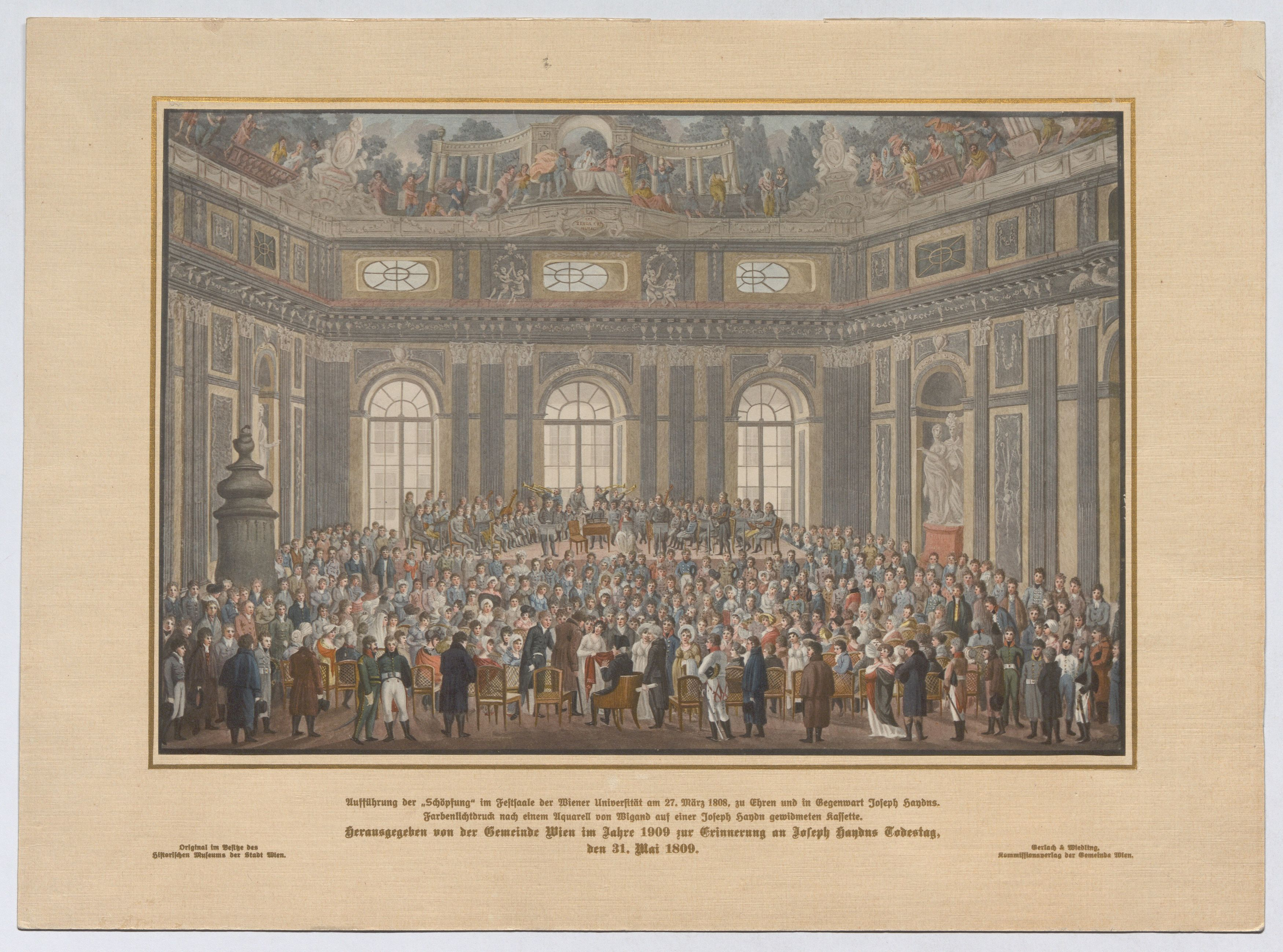
Représentation de La Création le 27 mars 1808 dans la salle de bal de la Nouvelle Aula. Haydn (avec chapeau, assis) est représenté en bas au centre.

La salle de bal est magnifiquement stuquée et peinte, le concept spatial remonte à l'architecte et le programme littéraire des peintures du plafond remonte à Pietro Metastasio. Cette fresque du plafond est de Gregorio Guglielmi ;  détruite par un incendie en 1961, elle a été reconstituée jusqu'en 1965. L'ensemble des fixations murales est en stuc. Joseph Haydn fit sa dernière apparition publique dans cette salle le 27 mars 1808, lorsqu'il assista à une représentation de sa  «Création » dirigée par Salieri.
Enfin, la salle du conseil est située au deuxième étage. La fresque du plafond Allégorie des arts de Maulbertsch n'y est conservée que sous forme de fragment.

### Les bustes de la salle hypostyle
Des bustes en pierre et en plâtre ornent les murs de la salle hypostyle. Ils représentent d'éminents scientifiques, présidents ou bienfaiteurs de l'académie.

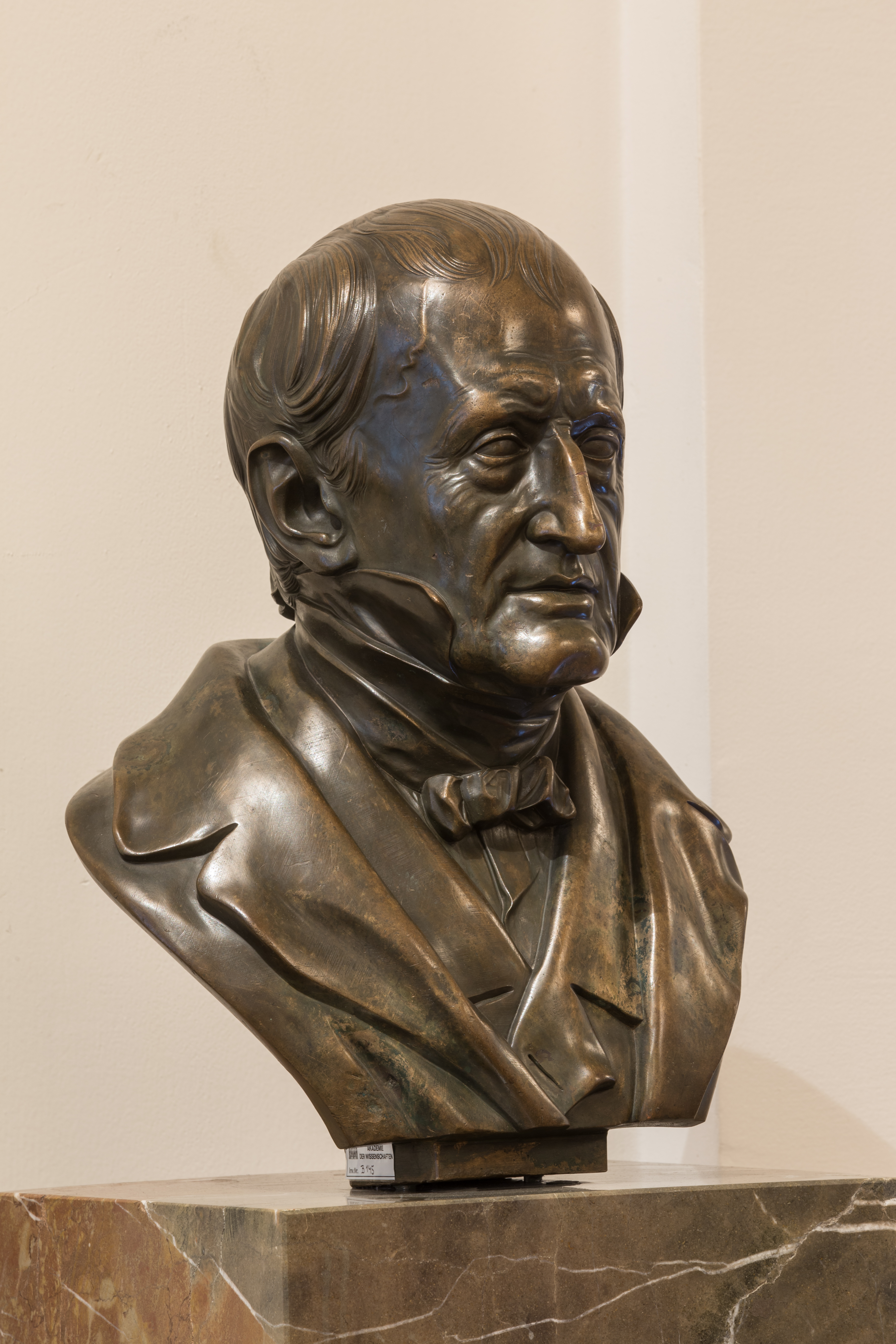
Joseph von Hammer-Purgstall, premier président 1847-1849
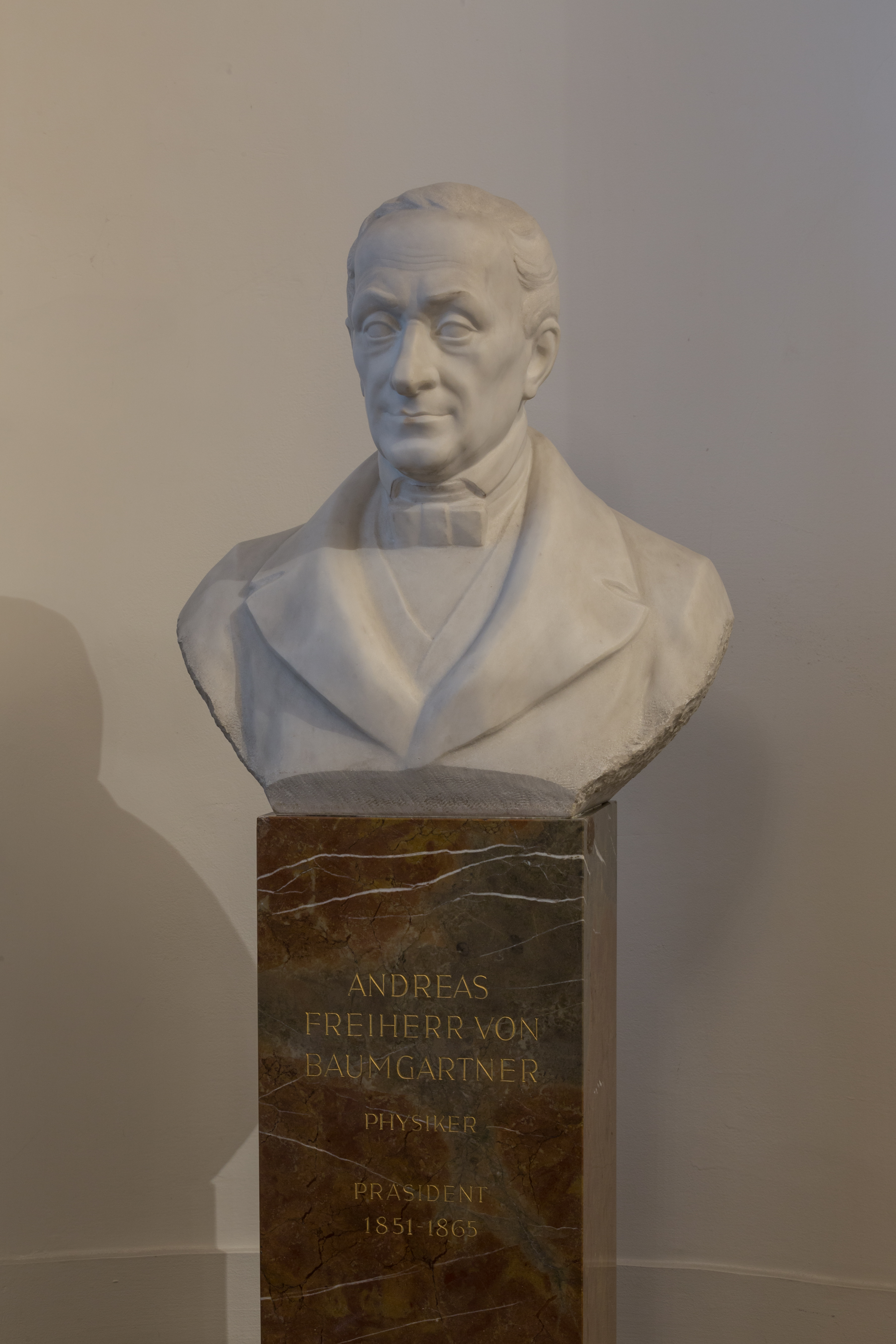
Andreas von Baumgartner, président 1849-1865, buste de Robert Ulman1961
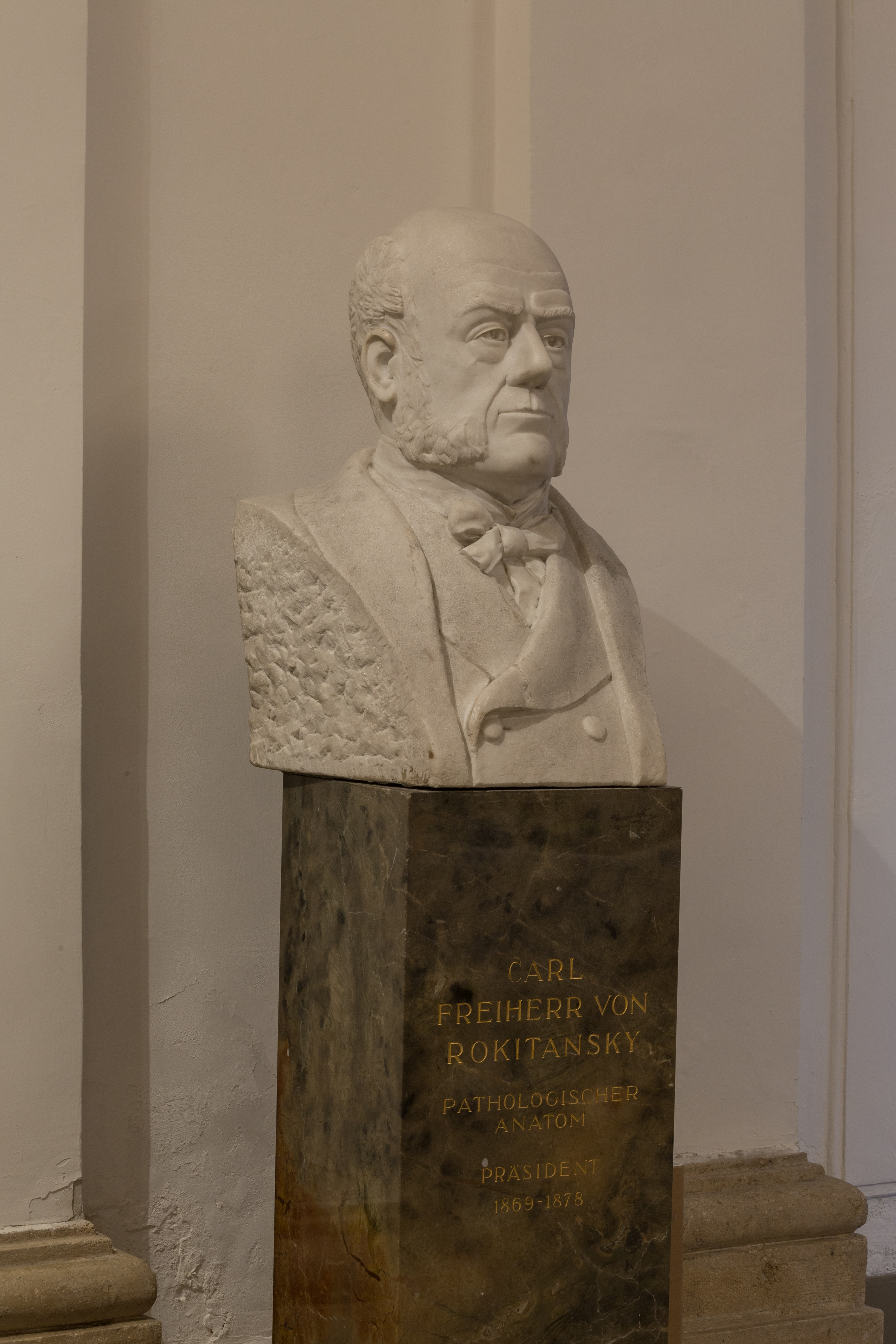
Carl von Rokitansky, président 1869-1878, buste de Franz Waldmüller 1963
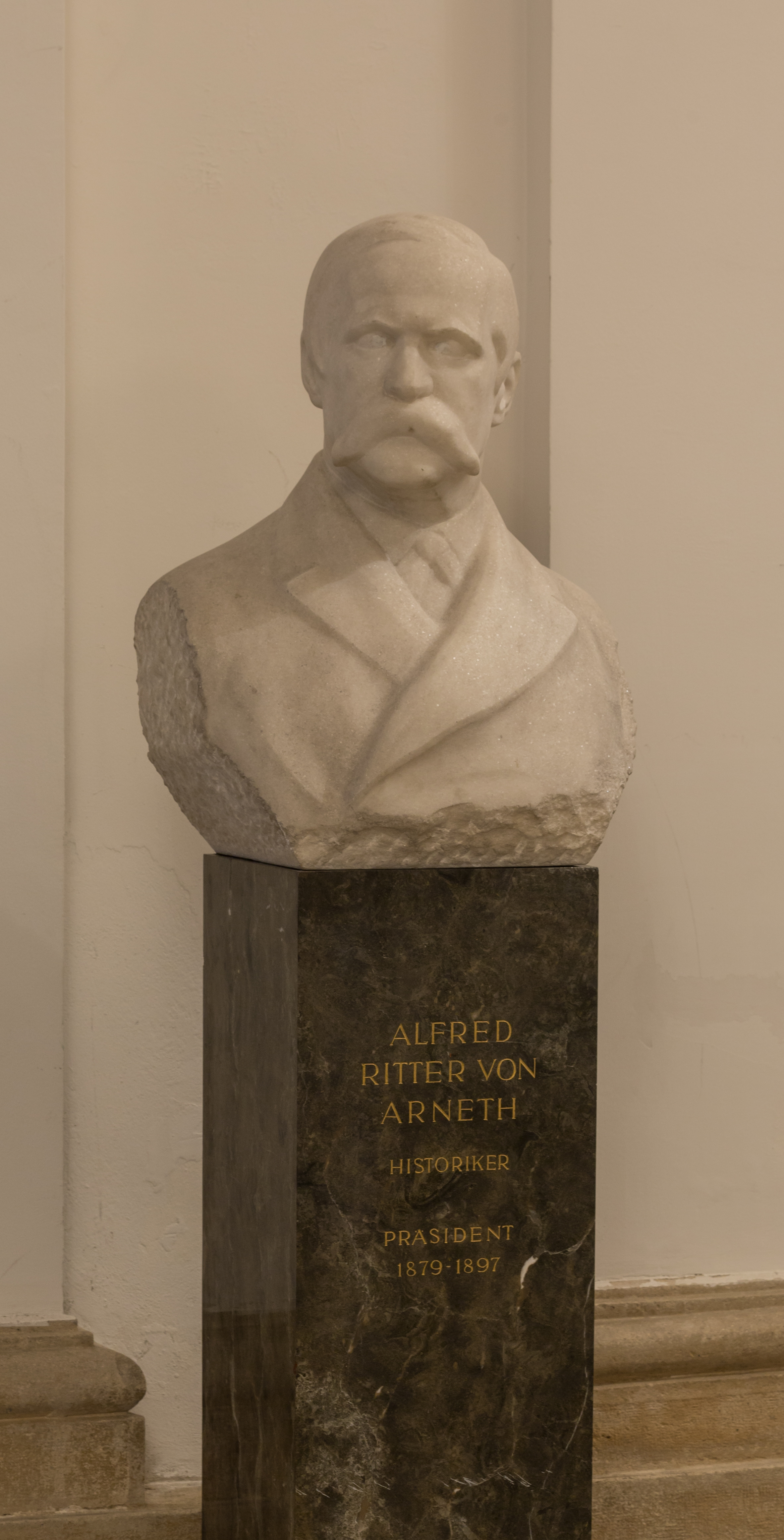
Alfred von Arneth, président 1879-1897, buste de Robert Ullmann 1962
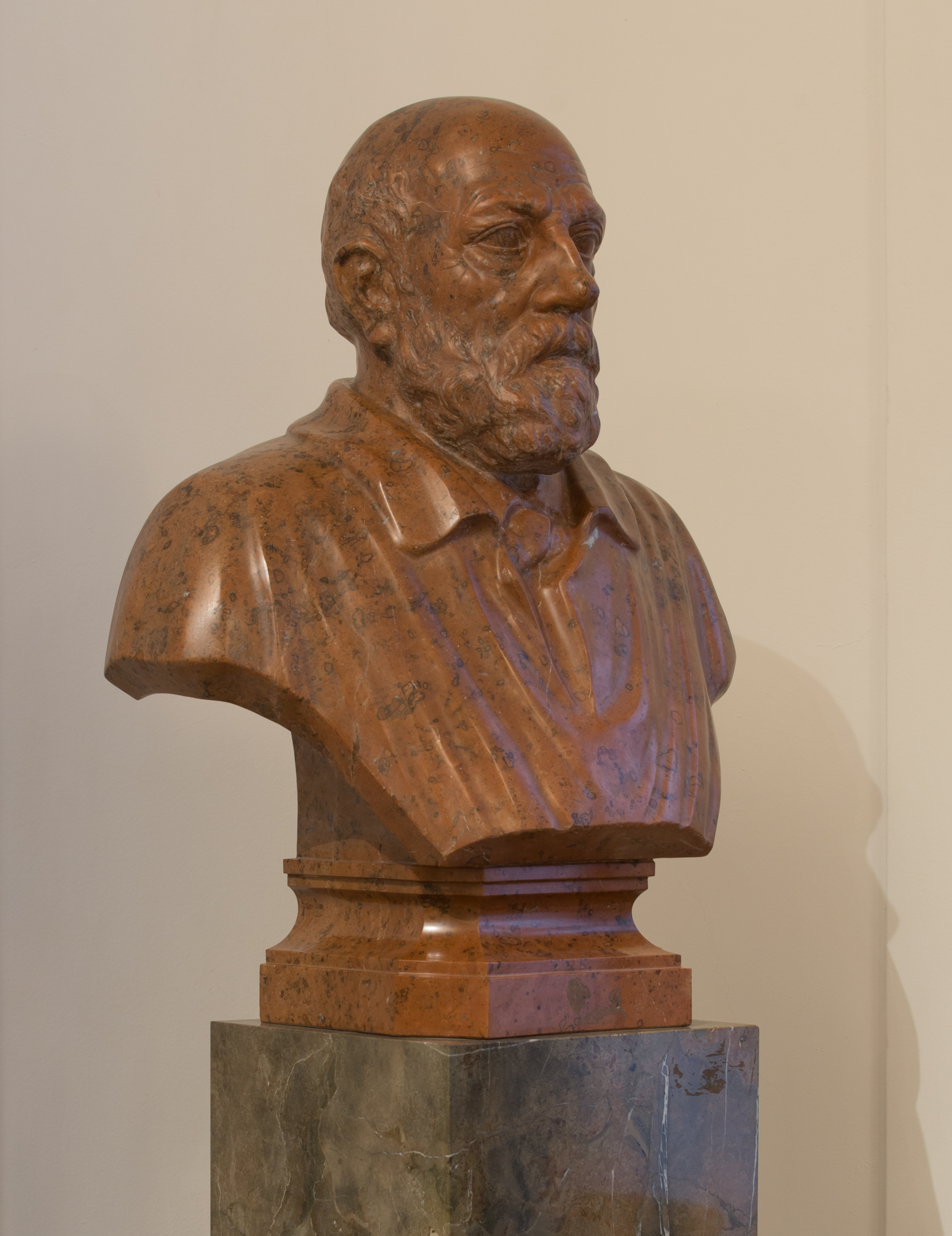
Edouard Suess, président 1898-1911, buste deWilhelm Frass1957
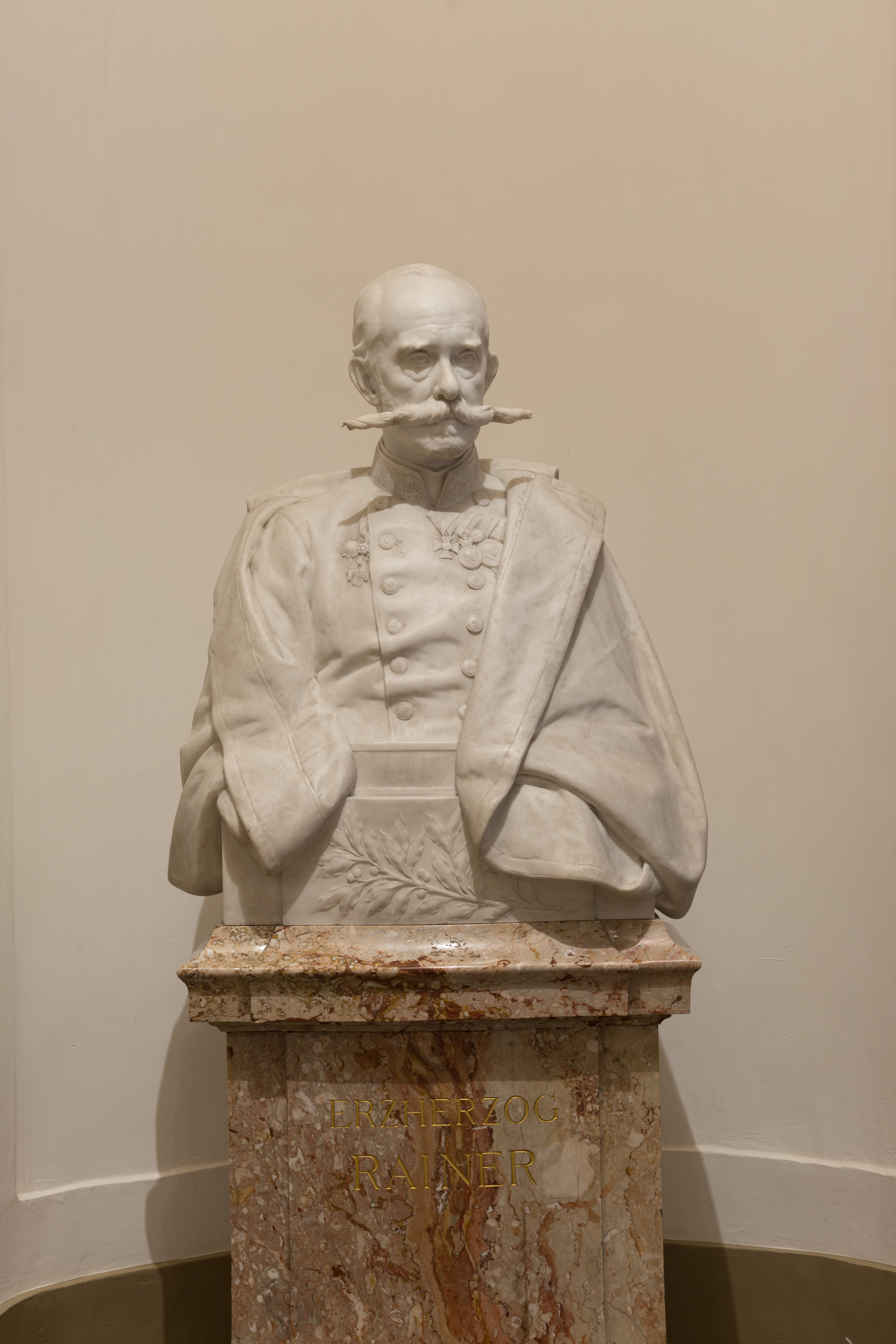
Archiduc Rainer, patron, buste de Carl Kundmann, 1908
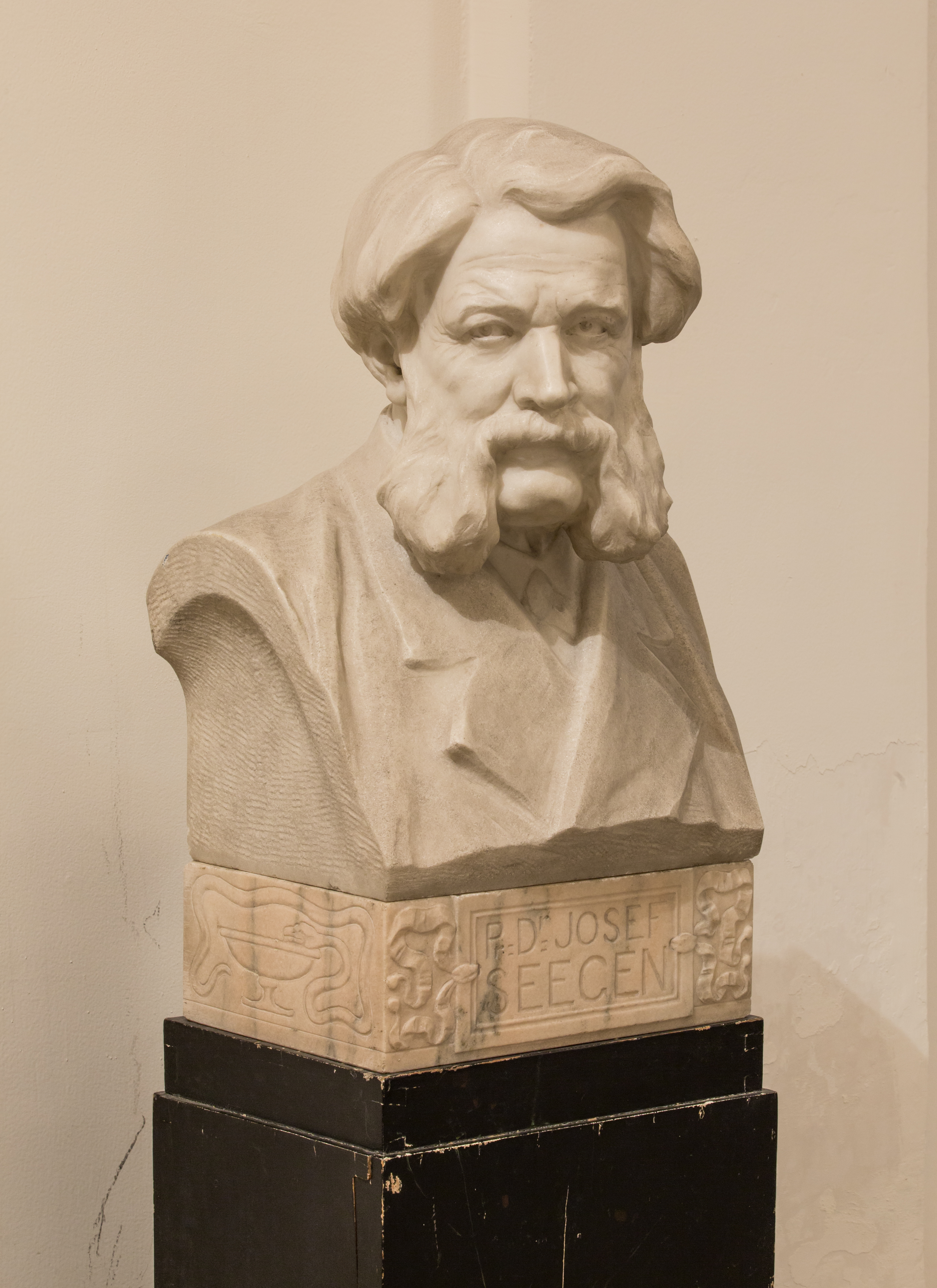
Joseph Seegen, membre correspondant et sympathisant, double d'un buste de Richard Kauffungen 1908
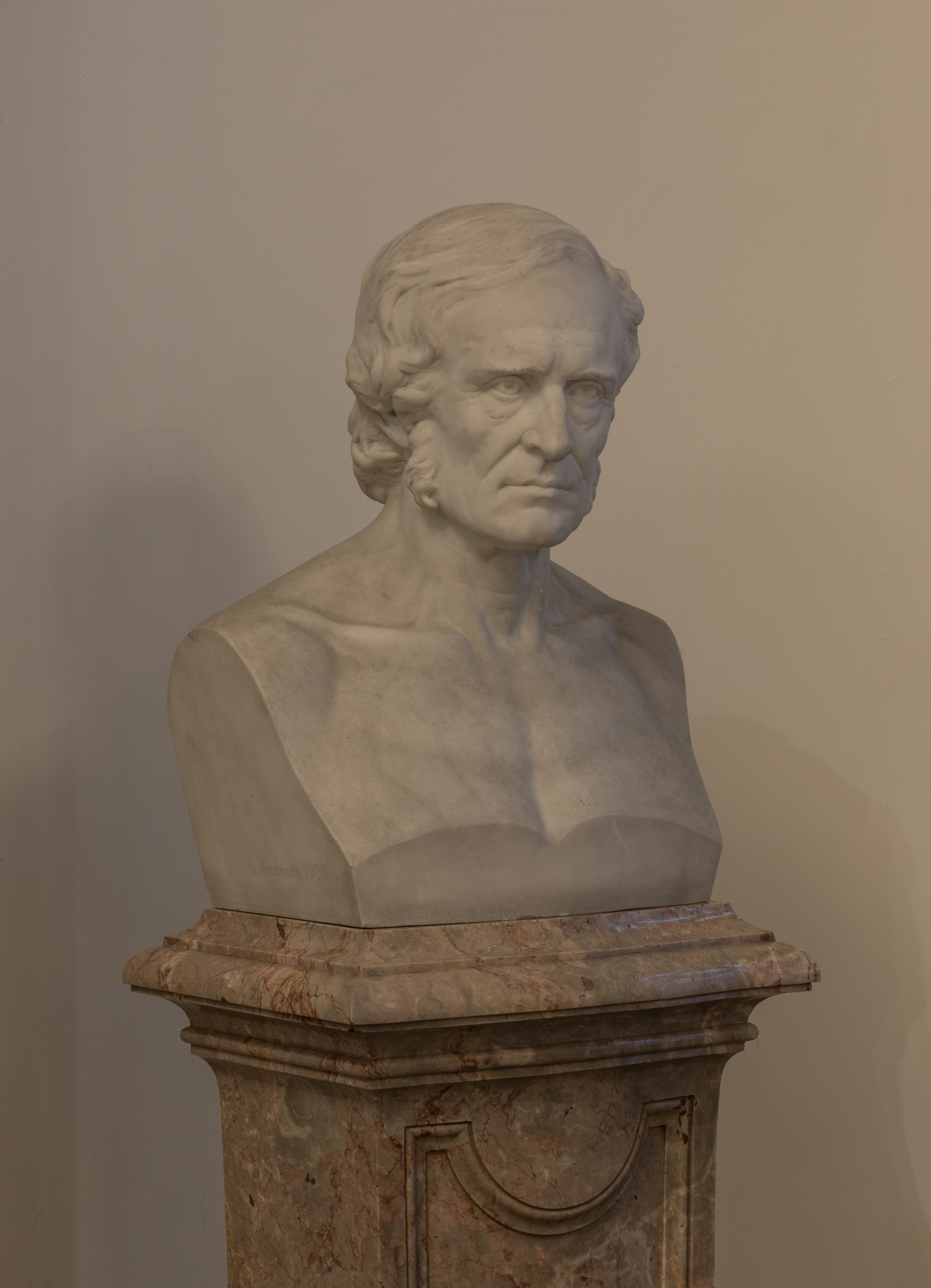
Joseph Treitl, Commanditaire, buste de Carl Kundmann 1907

## Divers
Le bâtiment était représenté sur deux billets de banque de shillings, dans la série 1927 sur le billet de cent shillings, dans la série 1983 également sur le billet de cent shillings (comme revers du portrait de Böhm-Bawerk).